# Ness (EarthBound)
Ness (NeSu?, Nesu) è un personaggio del videogioco di ruolo della Nintendo noto come EarthBound. Venne creato da Shigesato Itoi.

## Creazione
Ness è stato creato da Shigesato Itoi, il creatore della serie EarthBound, che voleva che il personaggio fosse simile a una persona reale: «Volevo creare un gioco (EarthBound) con personaggi reali; personaggi che i giocatori avrebbero riconosciuto nelle persone intorno a loro». Il suo nome è un riferimento a "NES", l'abbreviazione di Nintendo Entertainment System.

## Biografia
Ness è un ragazzino dotato di poteri psichici d'attacco che ricopre il ruolo di protagonista nella serie di EarthBound. Nato nella città di Onett, situata nel paese fittizio Eagleland (una parodia dell'America), Ness è apparentemente un ragazzo ordinario ma il suo destino cambia radicalmente quando un meteorite si schianta vicino a casa sua. Incuriosito, lui e il suo vicino di casa, Pokey Minch, si recano nel luogo dell'impatto. Qua, Ness scopre da un alieno proveniente dal futuro, Buzz-Buzz, di essere stato scelto dalla Mela dell'Illuminazione (un frutto profetico) per sconfiggere il malvagio alieno Giygas che nel futuro ha distrutto l'intera esistenza. Per distruggerlo Ness deve viaggiare in otto santuari e assorbirne l'energia psichica per unire il suo potere con quello della Terra. In ogni santuario, registra un frammento di una melodia magica con la Pietra del Suono e rivive mentalmente alcuni momenti della sua vita. Tramite questi flashback, viene rivelato che Ness nacque con i poteri psicocinetici, visto che li manifestava quando era un neonato.
Ness ha circa dodici anni all'inizio del gioco. Indossa un cappello da baseball rosso, uno zaino giallo, una maglietta gialla a strisce blu, dei calzoncini corti blu e scarpe da ginnastica rosse. Porta con sé alcuni giocattoli come uno yo-yo e una mazza da baseball che in realtà usa come armi. Ha occhi e capelli neri.
Ness è apparso in ogni gioco della serie di Super Smash Bros. Apparve per la prima volta in Super Smash Bros. per Nintendo 64 come personaggio segreto. In questo gioco, Ness non usa nemmeno un potere che possiede in EarthBound, ma usa tre poteri della sua amica Paula: PK Fire, PK Thunder e PSI Magnet. Ness apparve nuovamente in Melee ma questa volta come personaggio disponibile sin dall'inizio. Questa volta, al suo arsenale di attacchi viene aggiunto PK Flash, una sua mossa. Più recentemente, Ness è apparso come personaggio nascosto in Super Smash Bros. Brawl per il Wii, insieme a Lucas, protagonista di Mother 3. In Brawl, Ness e Lucas condividono una potentissima mossa conosciuta dal principe Poo e da Kumatora, chiamata nella versione italiana PsicoMeteore (StarStorm in inglese), che causa la caduta di piccole meteoriti contro i nemici. In questi giochi, Ness è doppiato dalla doppiatrice giapponese Makiko Omoto.
Ness appare in un cameo nel seguito di EarthBound, Mother 3. Lui, insieme ai suoi compagni di squadra, appare in un film che viene proiettato dentro un cinema del parco divertimenti chiamato New Pork City. Nel 2014 Ness insieme a Lucas (come DLC) ritorna tra i combattenti Nintendo in Super Smash Bros. per Nintendo 3DS e Wii U. Stessa cosa accadrà nuovamente nel 2018 in Super Smash Bros. Ultimate.

## Videogiochi in cui appare

### SerieMother
- EarthBound
- Mother 1 + 2
- Mother 3 (cameo)

### SerieSuper Smash Bros.
- Super Smash Bros.
- Super Smash Bros. Melee
- Super Smash Bros. Brawl
- Super Smash Bros. per Nintendo 3DS e Wii U
- Super Smash Bros. Ultimate